# Airbus Helicopters AS365 Dauphin
L'Airbus Helicopters AS365 Dauphin, già Aérospatiale, poi Eurocopter SA 365 Dauphin, è un elicottero multiruolo biturbina sviluppato dall'azienda aeronautica francese Aérospatiale nei primi anni settanta quindi avviato alla produzione dalla stessa e, in seguito, dalla Eurocopter e dalla Airbus Helicopters che gli successero.
Considerato uno dei più veloci e riusciti elicotteri medio-leggeri moderni francesi, è stato costruito in oltre 600 esemplari, anche in versioni navali (una delle quali, l'HH-65 Dolphin, presta servizio con la Guardia Costiera statunitense), ha una fusoliera affusolata e molto elegante ed un rotore incassato nella coda, chiamato Fenestron (finestrone), che ne ricorda la parentela con il più piccolo Gazelle. Con una media di oltre 320 km/h, un esemplare di questo elicottero ottenne un record di velocità nel viaggio Parigi-Londra.
Il Dauphin, pur non potendo vantare i numeri di alcune macchine russe e americane, è uno degli elicotteri europei di maggior successo (il che significa con produzione dell'ordine delle centinaia, in contrapposizione alle migliaia dei tipi d'oltreoceano e sovietici) ed è largamente usato per trasporti commerciali, polizia, emergenza sanitaria e operazioni di ricerca e soccorso.

## Storia del progetto
Il primo prototipo del Dauphin effettuò il primo volo il 2 giugno 1972, un anno dopo il Gazelle, da cui per molti aspetti prende ispirazione. Esso appartiene quindi alla terza generazione di elicotteri, e la seconda tra quelli a turbina.
Il modello iniziale era il SA360C, riconoscibile dal muso arrotondato e dal carrello triciclo posteriore non retrattile, che montava sopra la sua fusoliera discretamente voluminosa, un nuovo tipo di rotore, lo Starflex a 4 pale di 11,5 m di diametro. Di questa versione iniziale vennero costruiti solo 29 esemplari, principalmente perché la motorizzazione con una sola turbina Turboméca Astazou XVIIIA da 1 050 shp si rivelò non sufficiente.
Tre anni dopo, nel 1975 venne prodotto il modello SA 365C con una motorizzazione a 2 turbine Arriel da 710 shp, molto più potente, consegnata in 79 esemplari. Sebbene la macchina fosse valida, era necessario trovare un nuovo equilibrio nelle prestazioni complessive del velivolo, che aveva indubbie potenzialità data la molto maggiore capacità di carico rispetto al fratello minore SA 341 Gazelle.
Con una estesa riprogettazione, ne derivò il SA 365N Dauphin 2 che aveva una struttura alleggerita, muso riprogettato e appuntito in maniera non marcata (ma che dava nondimeno maggiore aderenza al nome che la macchina portava), più carburante e un carrello triciclo anteriore con ruotino retrattile nel muso; la riprogettazione interessò anche gli elementi strutturali principali.
Il 21 gennaio 2022, con la consegna di un esemplare alla Aduanes-Agencia Tributaria spagnola e dopo più di 1.100 esemplari costruiti, si è definitivamente conclusa la produzione dell'AS 365 Dauphin.

## Tecnica
L'SA 365N è dotato di una struttura di tipo parzialmente composito, con ricorso ad ampie superfici e strutture fatte di Nomex, Kevlar e Rohacell, nonché fibre di carbonio usate per le 4 pale del rotore, con motorizzazione a 2 turbine Turboméca Arriel. Le caratteristiche meccaniche di resistenza del rotore obbligarono l'adozione di una motorizzazione di potenza inferiore a quella di modelli concorrenti come il Westland Lynx. Di conseguenza, per compensare il possibile divario di velocità con i modelli concorrenti venne prestata molta cura all'aerodinamica, mentre rimase la penalizzazione per quanto riguarda le prestazioni in quota e il peso massimo al decollo.
Il rotore di coda è del tipo introdotto da Aérospatiale con il Gazelle e prende il nome di Fenestron. Questo fa assumere un aspetto più elegante alla coda, abolendo l'elica anti-coppia tradizionale, il che consente una maggiore sicurezza per il personale a terra, minore resistenza aerodinamica e minore inquinamento acustico. Di contro, l'impennaggio verticale deve essere più alto e robusto.
Come sul Gazelle, esistono 2 alette laterali con impennaggi verticali molto alti e leggermente a freccia, mentre è pure presente una pinna caudale sotto il Fenestron, ma meno lunga che nel Gazelle, dotata di un pattino di coda ausiliario per la protezione della struttura in caso di atterraggi duri. La coda è piuttosto tozza e di linee abbastanza armoniose al tempo stesso, ma nell'insieme la macchina è assai più robusta rispetto al Gazelle.
La cabina ha la capacità di trasportare una squadra di persone e ha 2 portelli con trasparenti quasi totali, uno piccolo per i due piloti e l'altro più grande per i passeggeri. I motori sono sistemati in maniera abbastanza ben raccordata sopra la fusoliera, ma non tanto come nei Lynx.
In effetti, il Dauphin 2 con il suo carrello retrattile, il Fenestron, motori potenti, ha non solo un bell'aspetto generale ma è molto veloce, con numerosi primati mondiali al suo attivo. Benché la velocità massima dichiarata del modello SA 365F fosse di 259 km/h, un modello appositamente approntato decollò da Parigi e atterrò a Londra appena 63 minuti dopo, alla velocità media di oltre 322 km/h (200 nodi) e con questa prestazione degna di un aereo della seconda guerra mondiale conquistò il primato su questo percorso.
Per partecipare alla gara indetta dall'United States Coast Guard per una macchina da pattugliamento e soccorso costiero, la Aerospatiale approntò il modello SA 366G. La concorrenza statunitense era ovviamente molto forte, ma l'HH-65 Dolphin, modello ‘americanizzato’, equipaggiato per la navigazione sul mare e il soccorso veloce dei naufraghi, motorizzato con 2 motori americani Avco Lycoming LTS101 da 680 hp l'uno, si è nondimeno imposto per la principale commessa mai ottenuta da questo elicottero, 90 macchine in tutto, che fu vinta nel 1979.
Si trattava fin qui di macchine per usi civili o al limite di tipo governativo, trasporto VIP, servizi logistici e altro ancora, grazie alla velocità elevata, la sicurezza delle attrezzature di bordo e della configurazione a due motori.
Di seguito si ebbero anche alcuni successi relativi al mercato militare, in particolare l'anno dopo, nel 1980, le ditte del settore difesa francesi vinsero la commessa 'Sawari' per l'Arabia Saudita relativa a un importante quantitativo di armamenti e attrezzature per il rinnovo delle proprie forze armate e pensata per ridurre le tradizionali fonti di approvvigionamento monopolizzate dagli anglo-statunitensi.
Tra i sistemi d'arma forniti dai francesi vi erano anche 24 elicotteri SA 365F Dauphin 2, con impiego prevalentemente antinave da parte specialmente delle navi Classe Madina o F2000. La macchina, sia pure in 20 casi soltanto, ebbe un radar AGRION-15, dalla caratteristica e non molto elegante antenna coperta da un radome cilindrico sotto il muso, di tipica forma piatta. I missili AS-15TT hanno una gittata di 15 km e una testata da 30 kg circa e sono radioguidati svolgendo compiti simili a quelli dei Sea Skua britannici, leggermente più pesanti e complessi.
Infine la carriera degli elicotteri Dauphin, grazie alla elevata velocità e nonostante il costo, ha avuto una lunga serie di successi in campo civile, che hanno comportato un insieme di circa 500 velivoli complessivi consegnati entro la prima metà degli anni novanta, valore non indifferente per una macchina piuttosto costosa e da 4 tonnellate a pieno carico.

## L'evoluzione militare

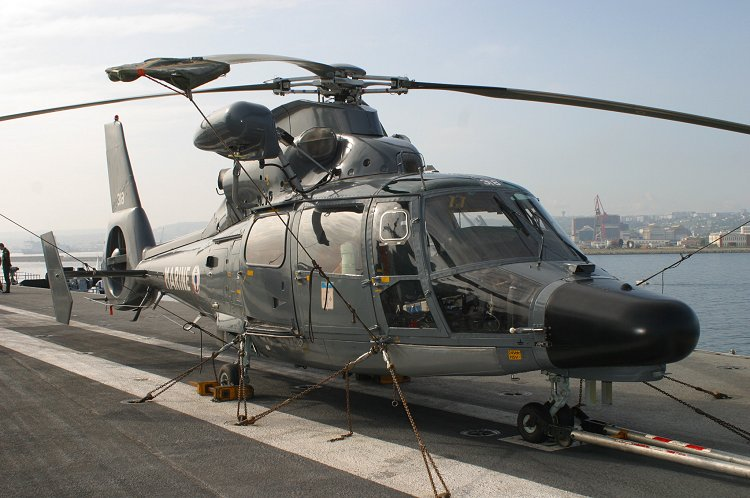
Un Dauphin sulla portaerei Charles de Gaulle

Le ultime versioni sono note, in campo militare, con il nome di AS 565 Panther (congruo con la serie di 'felini' che costituiscono gli ultimi tipi della Eurocopter, che nel frattempo ha inglobato sia la Messerschmitt-Bölkow-Blohm GmbH (MBB) tedesca, la quale era già di per sé un consorzio, che la francese Aerospatiale); questo modello ha avuto ulteriori incrementi di potenza e capacità. Essi hanno avuto commesse come nuovi elicotteri della Marine nationale per le fregate della Classe Leygues e della Classe La Fayette, tutte navi dotate ciascuna di un elicottero. Essi hanno ricevuto i missili AS-15TT e il relativo radar, ma soprattutto sono stati resi idonei anche a lanciare i missili ‘a piena scala’ Exocet AM.39, da 50 km di gittata, e hanno ricevuto anche mitragliatrici brandeggiabili. La colorazione delle macchine è passata col tempo al grigio-blu chiaro.
I velivoli della Coast Guard sono stati invece come al solito colorati in bianco sui fianchi della fusoliera, nero nel muso e arancione internazionale su strisce diagonali che confinano con la parte ventrale, come anche sulla striscia sulla coda nel settore dello stemma del servizio, le alette di coda e il piano verticale.
Per dare un'idea dell'impatto dei carichi trasportati sulle prestazioni, il raggio d'azione è nel caso del 365F di 899 km al livello del mare o 4 ore e 25 minuti, ma si riduce a 3 ore e 45 minuti con 2 missili AS-15TT, e solo 2 ore e 45 minuti con 4 missili per circa 400 kg su alette laterali, corrispondenti a circa 250–350 km di raggio d'azione. I missili AM.39 pesano 750 kg per cui nonostante il raggio d'azione maggiore non permettono di incrementare il braccio operativo, ma solo di migliorare le possibilità di sopravvivenza del velivolo vettore sparando da più lontano, oltre che migliorare la logistica di navi che già hanno come armamento superficie-superficie la versione MM.40. Ma, come in genere accade, gli Exocet sono troppo pesanti come armamento 'ideale' per gli elicotteri, mentre al tempo stesso gli AS15TT sono troppo leggeri come armamento utilizzabile dalle navi, anche se entrambi i missili hanno sia una versione aria-superficie (nel caso degli Exocet pensata soprattutto per aerei o grossi elicotteri) che superficie-superficie. È comunque straordinario che un elicottero da 4 tonnellate sia stato reso compatibile con gli AM.39, che in teoria potrebbero essere portati anche in 2 esemplari, ma praticamente a carburante zero e quindi con autonomia quasi nulla; infatti gli elicotteri non possono decollare in sovraccarico, specialmente dai ponti delle navi.

## Il Delfino e il Dragone: l'HAMC Z-9 'Haitun'
Per quanto possa sembrare strano, l'elicottero Mil Mi-4 Hound è stato fino a non molto tempo fa il più diffuso velivolo ad ala rotante volante nella terra del Dragone (la Cina). Esso era molto simile al Sikorsky S-55 ma con una potenza molto superiore, anche rispetto all'S-58 che pure era successivo.
Nonostante l'assoluta esigenza di sostituirlo con macchine più moderne, questo potente (1700 hp) elicottero con motore a pistoni degli anni cinquanta era ancora presente, circa 20 anni addietro, con circa 1.000 macchine nominalmente in carico nelle Forze aeree cinesi. Tentativi vi erano stati, con macchine come i Super Frelon e soprattutto, l'S-76 Spirit. Ma l'unica che per vari motivi ha avuto un successo pieno, tra gli elicotteri medi, è stato il Dauphin.
L'SA 365 è stato costruito su licenza dalla cinese Harbin, con il nome di Z9 e la classificazione NATO Haitun. Questo contratto d'affari, ancora più importante per la storia del Dauphin di quanto non sia stato il successo americano, è passato nondimeno praticamente inosservato anche sulla stampa specializzata. Esso è stato l'apogeo di questo tipo di elicotteri francesi.
Il contratto per la produzione su licenza, firmato con l'allora Aerospatiale, agli inizi degli anni ottanta, riguardava 48 macchine similari all'AS-365N Dauphin, la prima delle quali venne completata già nel 1981 dall'HAMC cinese, utilizzando però kit di montaggio che erano forniti direttamente dalla Francia. Questo primo lotto venne ultimato entro i tardi anni ottanta, cosicché non ebbe ripercussioni con la protesta di piazza Tiananmen.
Come pratica normale per i cinesi, anche questo contratto, per quanto corposo, era destinato soprattutto ad acquisire know-how e infatti gli ultimi 20 elicotteri erano costruiti con una percentuale crescente di parti prodotte in Cina. Questo fu solo l'inizio del processo che ha portato lo Z-9, questo il nome della macchina cinese, a diventare, poco alla volta, un tipo sostanzialmente autoctono.
Nel 1988 i primi 2 elicotteri vennero prodotti allo standard Z-9B, corrispondente all'AS-365N2 Dauphin. A partire dal 1992 la produzione dell'elicottero, tra l'altro con un fenestron dotato di 13 pale anziché 11, è stato prodotto in massa per l'esercito cinese. Oltre 100 esemplari sono stati prodotti come elicottero utility (furono questi le macchine usate per il film 'the peacekeeper'?).
Tra le varie versioni, quelle civili da trasporto e da ricerca e soccorso, e quelle militari per le forze terrestri e navali. Tra i modelli cinesi civili vi è l'HA410, volato recentemente, nel 2001. La versione HA425 è in fase di sviluppo, con motori ulteriormente migliorati e modifiche varie di ogni tipo, dalla struttura (sempre più basata su materiali compositi al posto del metallo, per ridurre il peso) all'avionica. Il modello base ha un paio di motori costruiti su licenza dalla SAEC di Zouhzou, chiamati WZ-8A con 739 hp. L'impianto carburante è di 1.140 l.
La Marina cinese, con la sua flotta in rapido ricambio, e ambizioni sempre più portate all'impiego d'alto mare, ha una necessità imprescindibile di elicotteri imbarcati, e al pari dell'Esercito, ha utilizzato anch'essa il Dauphin.
L'elicottero navale è la Z-9C con capacità ASW. Esso nasce dall'ordine posto negli anni ottanta per 8 AS 565 Panther navali, con sonar filabile Thomson Sintra HS-12 e 2 siluri ET-52 (cloni dell'A.244, comprato in piccola quantità). La versione Z-9C ne è stata la derivata cinese. Esso ha un radar in banda X KLC-1, siluri ASW e capacità di guidare oltre l'orizzonte i missili C-803 antinave, simili agli OTOMAT (non si tratta però di cloni).
Ne sono dotate le fregate delle classi Jiangwei e Jiangkai nonché i cacciatorpediniere delle classi Luda II e Luhu; da queste navi operano anche dei SA 565 Panther di costruzione francese.
L'esercito, più di recente, ha schierato due versioni da attacco, la Z-9W "Attack" e la Z-9G "Night Attack", che si aggiungono alle varie versioni di trasporto e collegamento (Z-9, Z-9A, Z-9B, Z-9A "ECM", importante versione per contromisure elettroniche, Z-9A "Scout", Z-9A "Communications").
Lo sviluppo venne iniziato alla fine degli anni ottanta con le prove della macchina, fino ad allora praticamente disarmata. La sua velocità e capacità di carico ha avuto un apprezzamento notevole con l'installazione dei missili (4, poi 8) HJ-8 da 4 km di gittata, guida semiautomatica e 600–800 mm di perforazione corazza. Oltre questi sono stati installati 2 cannoni da 23 mm, mitragliatrici da 12,7 mm, lanciarazzi di tipo sovietico da 57 mm o i nuovi e più potenti razzi cinesi da 90 mm, il maggiore calibro tra i razzi leggeri aria-terra.
Un'altra arma è stata sperimentata, e si tratta di una vera innovazione: il missile TY-90 aria-aria. Esso è stato pensato, a differenza di ogni altro tipo, con uno scopo specifico di combattimento aria aria "da elicotteri". Pesa 20 kg, gittata 6 km, velocità mach 2 e testata da 3 kg, guida IR. Praticamente è simile al Mistral francese, ma senza tubi di lancio esterni.
La versione base d'attacco Z-9W è entrata in servizio negli anni novanta, con il 38º gruppo d'armate di Beijing. Già dal tipo di unità che è andata ad equipaggiare, la macchina di nuovo tipo dà l'idea della quantità necessaria, destinata ad essere insoddisfatta sia per i costi, sia per qualche incomprensibile difficoltà che ha l'industria cinese a mettere in produzione in grande stile gli equipaggiamenti avanzati.

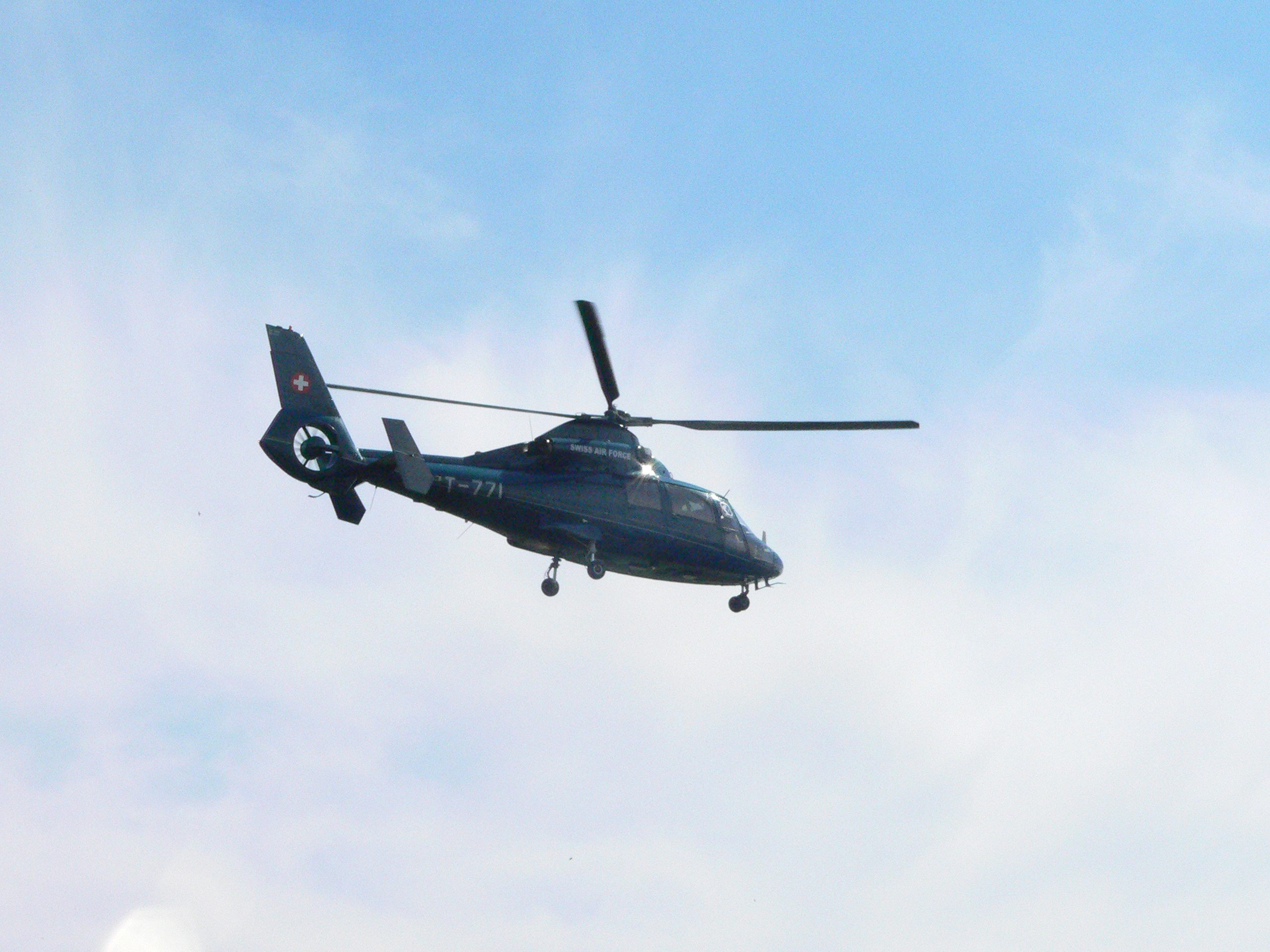
Un'immagine di un Dauphin in volo

La versione base della seconda generazione degli Z-9G ha i seguenti dati:
- Motori: 2 Turbomeca Arriel-1C1 produzione su licenza (WZ-8A). Capacità 1.140 l, +180 l ausiliari eventuali, in un serbatoio.
- Equipaggio: 2
- Lunghezza (senza rotori): 13,46 m
- Altezza (idem.): 3,47 m
- Rotore: principale, 4 pale; 11 per quello di coda
- Pesi: 2.050 kg vuoto, 4.100 kg max, 2.038 kg carico utile
- Prestazioni: Velocità max. 315 km/h, crociera max. 280 km/h, tangenza 6.000 m
- Hover: 1.600 m senza effetto suolo, 2.600 m con effetto suolo.

L'inizio del millennio ha visto la comparsa di una nuova versione, la Z-9G, con capacità notturne. Infatti, il modello d'attacco non ne aveva, ma qui esistono FLIR, sistemi ECM e 2 motori Arriel-II (851 hp). I missili anticarro sono stati portati da 4 a 8.
Sebbene questi elicotteri siano vulnerabili alle armi antiaeree, piuttosto grandi come sezione di fusoliera e privi di armature adatte, essi sono pur sempre macchine utili per i numerosi compiti di elicottero d'attacco generico, e sono relativamente economici. La loro velocità li pone se non altro nella possibilità di disimpegnarsi rapidamente, rispetto ad altri elicotteri d'attacco, anche specializzati.
Sebbene siano misure 'ad interim', gli oltre 100 Z-9W e i primi Z-9G sono capaci di offrire un minimo di capacità operative nei compiti specifici di attacco al suolo e anche antielicottero, capacità che in precedenza i cinesi, ancora attendenti il loro primo elicottero specializzato da combattimento, non possedevano.
Complessivamente, sono stati prodotti o comprati dai cinesi: 48 Z-9A, circa 200 Z-9B, 50-100 Z-9W, alcuni Z-9G, 8 Panther e alcuni Z-9C. Altre macchine dovrebbero non essere incluse in questo elenco, soprattutto quelle orientate al mercato civile.

## Utilizzatori

### Civili
Giappone
- All Nippon Helicopter

5 AS 365 in organico al dicembre 2021.

### Governativi
Germania
- Bundespolizei

19 H155 consegnati.
 Giappone
- Agenzia nazionale di polizia (Giappone)

6 AS 365 e 4 H155 in servizio al luglio 2020.
 Italia
- Nucleo elicotteri della provincia autonoma di Trento

1 SA365 N3 Dauphin (I-TNBB) in servizio per soccorso medico - soccorso alpino e ruoli di protezione civile. Precedentemente un secondo velivolo era in dotazione al nucleo elicotteri (marca I-PATE) ma è stato venduto all'asta in Germania
- Malaysia Maritime Enforcement Agency

3 AS 365N3 ordinati agli inizi del 2007 e consegnati rispettivamente il  17 luglio, il 1 agosto e il 26 novembre dello stesso anno.
 Spagna
- Guardia Civil

4 AS 365N3 ex Ministerio de Agricultura in servizio al maggio 2020.
- Servicio de Vigilancia Aduanera

4 AS 365N3 in servizio a gennaio 2022.

### Militari
Argentina
- Prefectura Naval Argentina

4 AS 365N2 in servizio al dicembre 2020, in fase di aggiornamento allo standard AS 365N3.
 Bangladesh
- Bānglādēśh Sēnābāhinī

2 AS 365N3+ consegnati a novembre 2012.
 Birmania
- Tatmdaw Lei

2 SA-365C consegnati, tutti in servizio al dicembre 2016.
 Bulgaria
- Voennomorski sili na Bălgarija

1 AS 365N3+ di seconda mano è stato acquistato per sostituire uno dei Panther perso, e messo in servizio a dicembre 2019 dopo essere stato revisionato.
 Camerun
- Armée de l'Air du Cameroun

1 SA 365N consegnato.
 vedi anche Harbin Z-9 Haitun
 Cile
- Armada de Chile

8 tra AS365N2 e AS 365F1 di seconda mano acquistati in più lotti. Si tratta di 4 esemplari di seconda mano acquistati tra il 2005 ed il 2006, e 4 esemplari ex Irish Air Corps acquistati nel 2008. Ad ottobre 2019 è stato comunicato che i 4 AS 365F1 ex irlandesi, utilizzati nei ruoli utility e SAR, saranno trasformati in elicotteri armati per svolgere missioni marittime antiterrorismo ma anche di combattere il bracconaggio e la pesca illegale.
 Cina
- Zhongguo Renmin Jiefangjun Kongjun

vedi Harbin Z-9 Haitun
 Colombia
- Armada de la República de Colombia

2 AS 365 di seconda mano costruiti nel 2004, acquistati ad ottobre 2018 in Portogallo (precedentemente appartenuti ad una compagnia charter brasiliana), che saranno consegnati a partire da dicembre 2018.
 Costa d'Avorio
- Force Aérienne de la Côte d'Ivoire

1 AS 365C consegnato ed in organico al gennaio 2019.
 Rep. Dominicana
- Fuerza Aérea Dominicana

1 AS 365N consegnato ed in servizio all'ottobre 2019.
 Francia
- Armée de l'Air

3 AS 365N consegnati e tutti in servizio all'aprile 2020.
- Aéronautique navale

14 SA 365SP e 17 AS 365N3 in organico, di questi ultimi, cinque presi in leasing dalla belga NHV (verranno utilizzati per la scuola si specializzazione S4), e 12 presi dalla DCI e da Héli-Union.
 Gibuti
- Force Aérienne du Djibouti

4 AS-365N ex Royal Saudi Armed Forces Medical Services consegnati dopo essere stati riallestiti da Airbus Helicopters Romania per trasporto VIP per quattro passeggeri (un esemplare), collegamento (due) mentre una quarta macchina è rimasta in allestimento ambulanza.
 Grecia
- Limenikò Sòma − Ellinikì Aktofylakì

6 AS 365N3 consegnati, il primo nel 2004, i successivi 5 nel 2005.
 Irlanda
- Aer Chór na hÉireann

4 AS 365 consegnati tra il 1985 ed il 1987, ritirati nel 2005 e ceduti alla Marina Cilena.
 Israele
- Heyl Ha'Avir

vedi Eurocopter MH-65 Dolphin
 Lituania
- Karinės oro pajėgos

3 AS 365N3+ consegnati, che vengono utilizzati in missioni di ricerca e soccorso e sorveglianza ambientale.
 Stati Uniti
- United States Coast Guard

vedi Eurocopter MH-65 Dolphin
 Uruguay
- Fuerza Aérea Uruguaya

3 AS 365N2 in servizio a partire dal 1997.